# Stenandrium afromontanum
Stenandrium afromontanum är en akantusväxtart som först beskrevs av Gottfried Wilhelm Johannes Mildbraed, och fick sitt nu gällande namn av K. Vollesen. Stenandrium afromontanum ingår i släktet Stenandrium och familjen akantusväxter. Inga underarter finns listade i Catalogue of Life.